# 銀武士
銀武士（英語：Silver Samurai），是一名在漫威漫畫中出現的虛構超級反派，由作家史蒂夫·格柏和藝術家巴布·布朗所創作。第一代銀武士為原田劍一郎，於《夜魔俠》#111中首次登場。第二代銀武士為原田劍一郎的兒子信劍一郎(Shin Kenuichiro，信剣一郎) ，於《金鋼狼》#300中首次登場，由作家傑森·亞倫創作。
2013年電影《金鋼狼：武士之戰》中，銀武士角色改為矢志田市朗(Ichiro Yashida，矢志田市朗)，由山內春彥飾演，而原田劍一郎則改為矢志田家族的護衛，並由李威尹飾演。

## 人物
原田劍一郎（Kenuichiro Haruda）是日本黑幫頭目矢志田信玄的私生子，但信玄並不承認，只安排原田當自己的部下。原田自小學習武士道、日本劍術等武術。他是一名變種人，能力為產生超光速離子為他的武士刀提供能量，由於他的能力和武士風格的盔甲造型，被人稱為「銀武士」。
信劍一郎（Kenuichiro Shin）是原田劍一郎的兒子，名字取自於爺爺矢志田信玄。在金鋼狼拜訪原田的墓碑時出現的第二代銀武士。此外，信曾經和金鋼狼的養女小林美子一同四處盜竊。

## 其他媒體

### 電視
- 《X戰警》：由秋山·丹尼斯（英语：Denis Akiyama）配音。
- 《金鋼狼與X戰警（英语：Wolverine and the X-Men (TV series)）》：由奇恩·楊配音。
- 《天雷爭霸：復仇者聯盟》：由西川貴教配音[1]。

### 電影
- X戰警電影系列
  - 《金鋼狼：武士之戰》（2013年）[2]：原田劍一郎由李威尹飾演[3]；矢志田市朗由山內春彥（英语：Haruhiko Yamanouchi）飾演。

### 遊戲
- 《X戰警 磁場原子人》、《漫威 vs. 卡普空2：英雄們的新世紀（英语：Marvel vs. Capcom 2: New Age of Heroes）》：卡普空遊戲，由池田幸喜配音。
- 《X戰警3（英语：X-Men: The Official Game）》：電子遊戲，由奇恩·楊配音。
- 《乐高漫威超级英雄》[4]：電子遊戲，由安德魯·基希諾（英语：Andrew Kishino）配音。

## 外部連結
- 原田劍一郎 （页面存档备份，存于） 漫畫書數據庫
- 信劍一郎 （页面存档备份，存于） 漫畫書數據庫
- 原田劍一郎 （页面存档备份，存于） 超級英雄數據庫
- Marvel Comics Database: Silver Samurai （页面存档备份，存于）